# Higashishirakawa (district)
Higashishirakawa (東白川郡, Higashishirakawa-gun) is een district van de prefectuur Fukushima  in Japan.
Op 1 april 2009 had het district een geschatte bevolking van 45.866 inwoners en een bevolkingsdichtheid van 100 inwoners per km². De totale oppervlakte bedraagt 456,7 km².

## Dorpen en gemeenten
- Hanawa
- Samegawa
- Tanagura
- Yamatsuri

Steden:
Aizuwakamatsu · Date · Fukushima (hoofdstad) · Iwaki · Kitakata · Koriyama · Minamisoma · Motomiya · Nihonmatsu · Shirakawa · Soma · Sukagawa · Tamura

Districten:
Adachi · Date · Futaba · Higashishirakawa · Ishikawa · Iwase · Kawanuma · Minamiaizu · Nishishirakawa · Onuma · Soma · Tamura · Yama
Gemeenten per district